# Varrigsen
Varrigsen è una frazione (Ortsteil) del comune di Delligsen, nel land della Bassa Sassonia, in Germania.

## Storia
Già comune autonomo nel circondario di Gandersheim, fu soppresso e incorporato a Delligsen il 1º marzo 1974.